# Petra Hůlová
Petra Hůlová, née le 12 juillet 1979 à Prague, est une écrivaine tchèque.

## Œuvres
- Paměť mojí babičce (2002)
- Přes matný sklo (2004)
- Cirkus Les Mémoires (2005)
- Umělohmotný třípokoj (2006)
- Stanice Tajga (2008)
- Strážci občanského dobra (2010)
- Čechy, země zaslíbená (2012)
- Macocha (2014)
- Zlodějka mýho táty (2019)
- Stručné dějiny Hnutí (2018)
- Liščí oči (2021)
- Nejvyšší karta (2023)

## Source
- (en) Cet article est partiellement ou en totalité issu de l’article de Wikipédia en anglais intitulé « Petra Hůlová » (voir la liste des auteurs).